# プリンス・ウィリアム (護衛空母)
プリンス・ウィリアム (USS Prince William, AVG/ACV/CVE-31) は、アメリカ海軍の護衛空母。ボーグ級の1隻。艦名はアラスカ州南岸、アラスカ湾にあるプリンス・ウィリアム湾に因んで名づけられている。

## 艦歴
プリンス・ウィリアムは海事委任契約の下ワシントン州タコマのシアトル・タコマ造船所で1942年5月18日に AVG-31（航空機搭載護衛艦）として起工した（船体番号242）。1942年8月20日に ACV-31（補助空母）に艦種変更され、1942年8月23日にポール・フォーリー夫人によって進水し、1943年4月9日にハーバート・E・リーガン艦長の指揮下就役した。
西海岸での簡略化した整調に続いてプリンス・ウィリアムは太平洋艦隊に合流し、前線へ航空機と兵員を輸送する任務に就く。1943年7月15日 CVE-31（護衛空母）に艦種変更され、プリンス・ウィリアムは1944年の春まで西海岸とニューカレドニア、カントン島、サモアおよびエスピリトゥサントの間で活動した。その後サンディエゴでパイロット認証訓練に従事し、4月半ばに輸送任務に戻る。5月7日にオーストラリアのタウンズヴィルに到着し、サンディエゴに帰還すると大西洋艦隊に配属される。
6月21日にフロリダ州ポート・エバーグレーズで貨物と航空機を下ろし、ノーフォークへ移動するとLORANが設置された。7月から8月にかけてチェサピーク湾でパイロット認証訓練を行い、7月24日には航空機と兵員をカサブランカに輸送する。損傷した航空機とエンジンを積み込み帰還すると、9月26日にノーフォークに停泊し信頼性試験を行う。
プリンス・ウィリアムは10月中旬に訓練を再開する。1945年1月26日までナラガンセット湾でパイロット認証訓練を行い、その後キー・ウェストへ移動する。同所で訓練を行い、5月半ばにノーフォークに帰還する。
6月2日にプリンス・ウィリアムはパナマ運河を通過し、8日に太平洋艦隊に再合流する。再び輸送任務を命じられ、終戦まで航空機と兵員を西海岸とハワイ間で輸送する。戦争が終わるとプリンス・ウィリアムはマジック・カーペット作戦に参加し、続く7ヶ月にわたって帰還兵と機材を本国へ輸送する。最終任務は1946年3月21日にサンディエゴで完了し、再び大西洋艦隊に転属、4月8日にパナマ運河を通過する。4月23日にノーフォークに到着し、2日後にフィラデルフィアに移動、1946年8月29日に退役する。1955年6月12日に CVHE-31（護衛ヘリ空母）に艦種変更され、1959年3月1日に除籍されるまで大西洋予備役艦隊フィラデルフィア・グループで保管された。プリンス・ウィリアムは1961年3月に日本でスクラップとして売却された。